# Fuencubierta
Fuencubierta, también conocida como La Fuencubierta, es una localidad española situada en la provincia de Córdoba, comunidad autónoma de Andalucía, siendo uno de los departamentos pertenecientes al municipio de La Carlota. Su población en 2012 fue de 350 habitantes (INE).
Fuencubierta era en los siglos XVI y XVII una de las dehesas donde pastaban las yeguas de las caballerizas reales de Córdoba, al igual que Guadalcázar o Santaella. Seguramente esto hizo que hubiera un núcleo de población antes de la colonización de Carlos III. No lleva artículo en su nombre, al igual que Guadalcázar o Santaella, por lo que no se debe escribir "La Fuencubierta". Existe un mapa militar anterior a la colonización que así lo confirma.

## Situación geográfica
Fuencubierta está situado a 163 m de altitud, próximo a las localidades de La Carlota, Las Pinedas, El Garabato, Aldea Quintana y Guadalcázar. Se encuentra a 28 km de Córdoba, la capital de la provincia, y a 7 km de La Carlota.
Los principales accesos a Fuencubierta son:
- Desde La Carlota, a través de la carretera A-445. A La Carlota se accede, desde el Norte y desde el Sur peninsular, por la A-4/E-5.
- Desde Fuente Palmera, por la carretera A-440.
- Desde Posadas, por la A-445.
- Desde Córdoba y Guadalcázar, por la A-2102.

## Historia
Fuencubierta fue fundada en la segunda mitad del siglo XVIII, junto a La Carlota y sus departamentos, debido al interés del rey Carlos III por colonizar algunas zonas despobladas del valle del Guadalquivir y Sierra Morena. El objetivo de esta colonización fue doble: por una parte proteger el tránsito de diligencias, poblando estas zonas que servían de refugio al bandolerismo, y por otra parte, poner en explotación grandes zonas improductivas hasta entonces. El proyecto fue impulsado por Pedro Rodríguez de Campomanes y Pablo de Olavide, quien fue comisionado para llevar a cabo la colonización.
Los  colonos que habitaron estas tierras fueron colonos católicos alemanes y flamencos, además de algunos catalanes y valencianos. A la influencia francesa y de la Ilustración se debe el que administrativamente el municipio se dividiese en "departamentos", y no en aldeas, siendo Fuencubierta uno de esos departamentos.
En 1885 entró en funcionamiento una estación de ferrocarril, perteneciente a la línea Marchena-Valchillón. Aunque la estación se situó en la localidad de Fuencubierta, en realidad daba servicio a todo el municipio carloteño y también al cercano municipio de Fuente Palmera. Las instalaciones estuvieron en servicio hasta la clausura de la línea en 1971.

## Economía, turismo y equipamientos
La principal actividad es la agricultura, fundamentalmente, cultivos de secano como cereales y girasol. También se desarrollan algunas actividades ligadas al sector servicios.
Entre los lugares a visitar destacan la Iglesia de Nuestra Señora Del Rosario, la Fuente Cubierta que da nombre a la localidad, el puente del "Marchenilla" y la Vía Verde, por donde transcurría la antigua vía férrea, que la conectaba con otros núcleos de población de la comarca. La feria local se celebra el último fin de semana de agosto.
Fuencubierta cuenta con una alcaldía pedánea, un colegio de educación infantil y primaria (colegio rural, perteneciente al colegio Ana de Charpentier, cuya sede se encuentra en Aldea Quintana) , una iglesia de una sola nave, y el cementerio.

## Evolución de la población
La evolución de la población de Fuencubierta en los últimos años fue la siguiente:
| Gráfica de evolución demográfica de Fuencubierta entre 2000 y 2012 |
|                                                                    |
| Datos según el nomenclátor publicado por el INE.                   |